# 45P/Хонди — Мркоса — Пайдушакової
45P/Хонди — Мркоса — Пайдушакової (45P/Honda–Mrkos–Pajdušáková) — короткоперіодична комета сімейства Юпітера. Відкрита 3 грудня 1948 року японським астрономом Мінору Хондою. Названа на честь Хонди, а також чеського астронома Антоніна Мркоса й словацького астронома Людмили Пайдушакової. 
Ядро діаметром 1.3 кілометра. Є однією з рідкісних комет, яка містить більше метану, ніж моноокису вуглецю.
11 лютого 2017 року комета пролетіла на відстані 0,0831 а. о. (12 млн км) від Землі.